# Jean Dunn
Jean Dunn née en 1934, est une coureuse cycliste britannique, spécialiste de la piste.

## Palmarès sur piste

### Championnats du monde
- Paris 1958
  -  Médaillée de bronze de la vitesse
- Liége 1959
  -  Médaillée de bronze de la vitesse
- Leipzig 1960
  -  Médaillée de bronze de la vitesse
- Douglas 1961
  -  Médaillée de bronze de la vitesse
- Milan 1962
  -  Médaillée de bronze de la vitesse

### Championnats nationaux
- 1963
  -  Championne de vitesse